# السلو
السلو (به هلندی: Elsloo) یک منطقهٔ مسکونی در هلند است که در استین، لیمبورخ واقع شده‌است. السلو ۸٫۶ کیلومتر مربع مساحت و ۹٬۲۰۰ نفر جمعیت دارد.